# Unterlunkhofen
Unterlunkhofen é uma comuna da Suíça, no Cantão Argóvia, com cerca de 1.251 habitantes. Estende-se por uma área de 4,49 km², de densidade populacional de 279 hab/km². Confina com as seguintes comunas: Arni, Hermetschwil-Staffeln, Oberlunkhofen, Oberwil-Lieli, Rottenschwil, Zufikon.
A língua oficial nesta comuna é o Alemão.